# Zentralmühlviertler Hochland

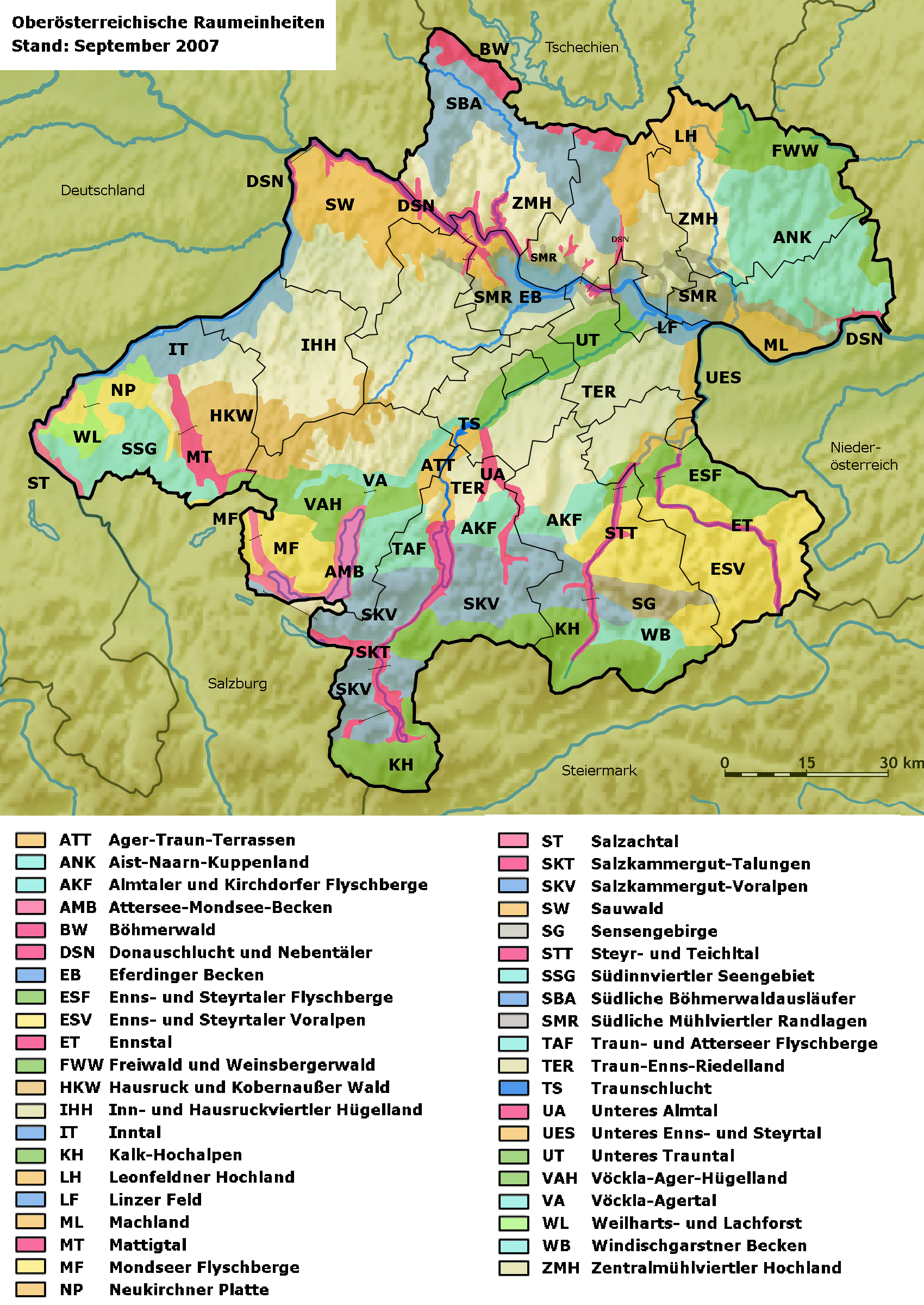
Alle OÖ Raumeinheiten

Das Zentralmühlviertler Hochland ist eine von 41 Oberösterreichischen Raumeinheiten und liegt zum größten Teil im Mühlviertel.

## Lage
Die Raumeinheit umfasst in etwa alle tieferen Lagen im Süden des Bezirkes Rohrbach mit Ausnahme des Donautales, weiters den südlichen Teil des Bezirkes Urfahr-Umgebung (ohne Haselgraben) und den Südwesten des Bezirks Freistadt. Ein kleiner Teil liegt im Kürnberger Wald südlich der Donau.
Die Größe des Zentralmühlviertler Hochlandes beträgt etwa 822,59 km². Das Gebiet erstreckt sich über eine Länge von rund 71 km und eine maximale Breite von 19,6 km im oberen Mühlviertel sowie 17,7 km im unteren Mühlviertel. Der tiefste Bereich liegt bei rund 260 m ü. A. in St. Georgen und 265 m ü. A. in Walding. Die höchste Erhebung des Gebiets ist der Helmetzedter Berg bei Ottenschlag mit 924 m ü. A.
Folgenden Gemeindegebiete liegen überwiegend oder gänzlich im Zentralmühlviertler Hochland (beginnend im Westen): Neustift, Hofkirchen, Niederkappel, Lembach, Hörbich, Rohrbach-Berg, Arnreit, Auberg, Altenfelden, Neufelden, St. Ulrich, Kirchberg, Kleinzell, St. Martin, Niederwaldkirchen, Herzogsdorf, St. Gotthard, Altenberg, Alberndorf, Haibach, Ottenschlag, Neumarkt, Freistadt, Kefermarkt, Lasberg, Unterweitersdorf, Hagenberg, Pregarten, Steyregg.
Die Raumeinheit ist von folgenden OÖ Raumeinheiten umgeben (Im Uhrzeigersinn, beginnend im Norden): Südliche Böhmerwaldausläufer, Leonfeldner Hochland, Freiwald und Weinsberger Wald, Aist-Naarn-Kuppenland, Südliche Mühlviertler Randlagen, Linzer Feld und Donauschlucht und Nebentäler.

## Charakteristik
- Flachkuppiges Berg- und Hügelland weitgehend zwischen 500 und 700 m Seehöhe.
- Agrar- und Forstlandschaft ist vorherrschend, aber arm an naturnahen Kulturlandschaftselementen. Große, rein bäuerlich besiedelte Bereiche sind kaum mehr vorhanden, das Landschaftsbild ist aber dennoch landwirtschaftlich geprägt. Der Ackerbau findet in Gunstlagen statt, ansonsten überwiegt Grünland. Es besteht die Tendenz zur Aufforstung von Grenzertragsböden. Obstbaumwiesen sind noch weit verbreitet.
- Viele markante offene Tallandschaften mit nährstoffarmen Feuchtwiesen. An Hängen existieren Quellaustritte und vereinzelt sind Niedermoore zu finden. Wiesen sind großräumig drainagiert.
- Viele Kleinwälder und nur wenige Großwaldflächen sind vorhanden. Die Fichte als Baum ist dominant, aber fast nie ohne Laubholzanteile (wenigstens an den Rändern) zu finden. Waldreste mit Esche, Ahorn und Buche existieren, in tieferen Lagen sind auch Eichen-Hainbuchenwälder zu finden. Hecken, kleine Gehölz- und Gebüschgruppen werden seltener.
- Zone der Mittelläufe der größeren Mühlviertler Bäche (Kleine und Große Mühl, Rodl, Gusen, Feldaist) sind mäßig tief eingeschnitten. Bachläufe außerhalb der Ortschaften weitgehend unreguliert und von naturnahen Galeriewäldern (Schwarzerlen-Bruchweiden-Eschen-Wälder) gesäumt. Vereinzelt Flussperlmuschel-Vorkommen. Quellbereiche und Oberläufe oft drainageartig verbaut.
- Viele kleine und mittelgroße Ortschaften, einzelne kleine Städte. Die Siedlungen sind zersplittert, auch in entlegenen Bereichen.
- Mehr oder weniger ausgeprägter Tagestourismus.
- Steinbrüche sind lokal, klein und landschaftlich eher unbedeutend.